# Kalouga
Pour les articles homonymes, voir Kaluga.
Kalouga (en russe : Калуга) est une ville de Russie centrale et la capitale de l'oblast de Kalouga. Sa population s'élevait à 329 673 habitants en 2024. Elle bénéficie d'une forte concentration de l'industrie automobile.

## Géographie
Kalouga est arrosée par les rivières Oka et Ougra et se trouve à 159 km au sud-ouest de Moscou, à 178 km au nord d'Orel, à 189 km au nord-est de Briansk, à 222 km à l'ouest de Riazan et à 274 km à l'est de Smolensk.

## Histoire
Kalouga fut fondée au milieu du XIVe siècle sur la frontière sud-ouest de la Moscovie. Une première mention sous ce nom date de 1371. Au Moyen Âge, Kalouga était un petit établissement appartenant aux princes Vorotynsky, dont la maison ancestrale se trouve au sud-ouest de la ville moderne.
Kalouga est reliée à Moscou par une ligne de chemin de fer et par une ancienne route, connue sous le nom de « route de Kalouga », et aujourd'hui la route européenne E105. Cette route fut la voie choisie par les troupes de Napoléon Ier pour s'échapper de Moscou à l'automne 1812. Mais le général Koutouzov arrêta la progression de l'armée française dans cette direction, l'obligeant à emprunter la vieille route de Smolensk, qui avait été dévastée par les Français lors de leur invasion de la Russie.
Pendant la Seconde Guerre mondiale, Kalouga fut prise par la Wehrmacht en octobre 1941, et libérée le 30 décembre 1941 par la 50e Armée au cours de la contre-offensive lancée par l'Armée rouge le 5 décembre 1941.

## Population
Recensements (*) ou estimations de la population
| 1811   | 1863   | 1897*  | 1914   | 1917   | 1920*  | 1926*  |
| ------ | ------ | ------ | ------ | ------ | ------ | ------ |
| 23 100 | 34 700 | 49 513 | 56 300 | 60 421 | 40 675 | 51 565 |

| 1937*  | 1939*  | 1959*   | 1970*   | 1979*   | 1989*   | 2002*   |
| ------ | ------ | ------- | ------- | ------- | ------- | ------- |
| 79 107 | 89 396 | 134 235 | 210 906 | 265 013 | 311 319 | 334 751 |

| 2010*   | 2013    | 2014    | 2015    | 2016    | 2017    | 2018    |
| ------- | ------- | ------- | ------- | ------- | ------- | ------- |
| 325 185 | 331 351 | 334 191 | 342 936 | 341 986 | 341 892 | 340 851 |

## Économie
À l'époque de l'Union soviétique, l'économie de Kalouga reposait sur quelques grandes usines du complexe-militaro-industriel, qui produisaient des turbines pour sous-marins à propulsion nucléaire et pour centrales électriques, des moteurs d'avions, des moteurs pour chars de combat T-80, de l'électronique militaire.
Kalouga s'efforce d'attirer les investissements étrangers dans sa nouvelle zone industrielle. En 2007, les autorités locales ont lancé un plan destiné à attirer les investisseurs étrangers dans la région. Depuis, Kalouga est devenue l'une des régions russes les plus intéressantes pour ceux-ci. Kalouga est la région qui a la plus forte croissance industrielle de Russie.
En novembre 2007, Volkswagen a mis en service une usine d'assemblage à Kalouga ; elle doit employer 3 500 personnes et produire 150 000 véhicules par an,.

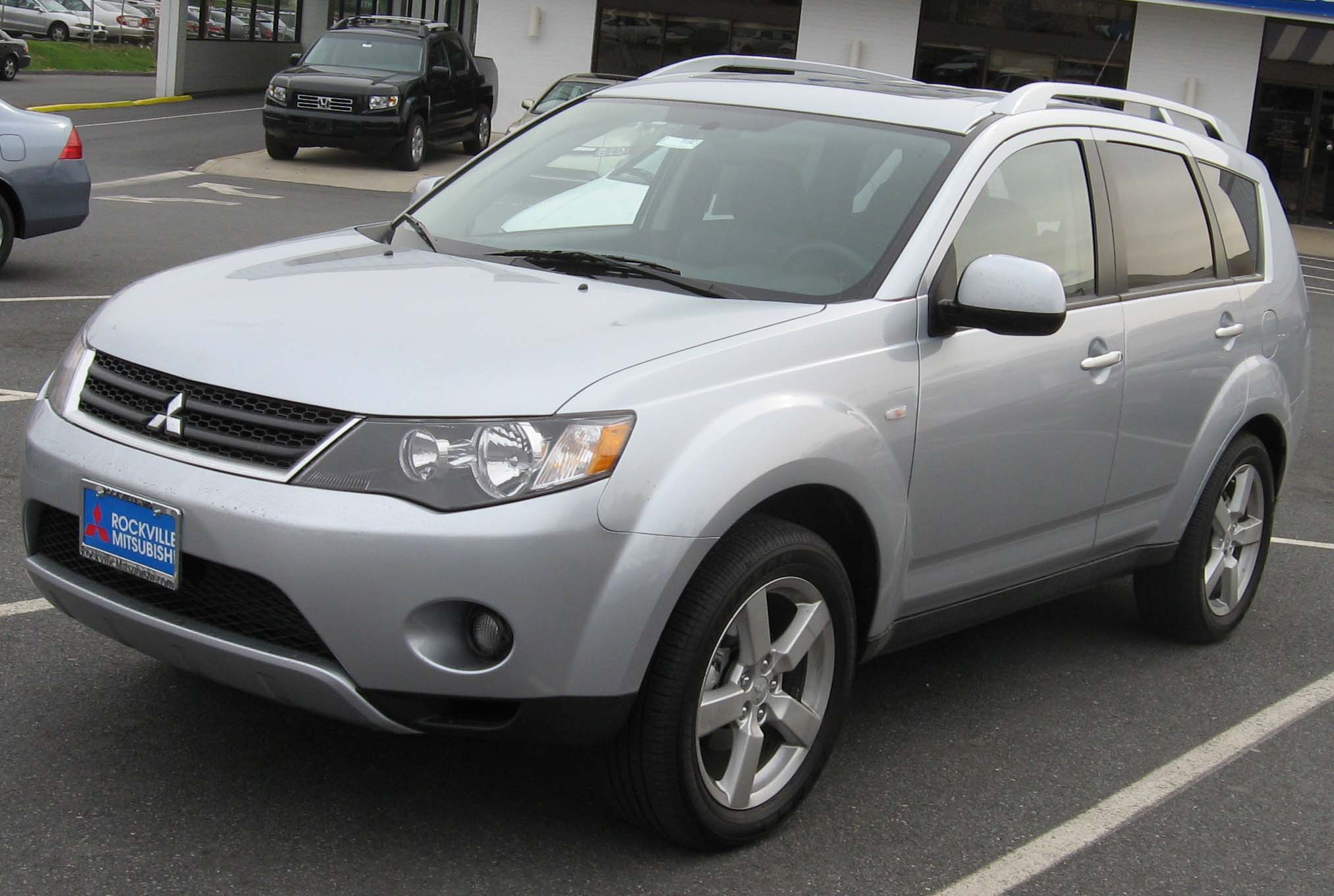
Le Mitsubishi Outlander, assemblé à Kalouga.

Depuis 2009, le groupe suédois Volvo y dispose d'une usine de camions d'une capacité de 15 000 unités, deux tiers sous sa marque propre et un tiers sous la marque Renault Trucks.
En avril 2010 est mise en service une troisième usine de construction automobile, détenue conjointement par le Groupe PSA (pour 70 %) et Mitsubishi Motors (pour 30 %). Ce site d'une capacité de 125 000 véhicules par an et employant 3 000 salariés, fabrique des Peugeot 408, Citroën C4 et Mitsubishi Outlander pour le marché russe
La compagnie canadienne Magna a également ouvert une usine dans la région.  

## Transports
Le 22 novembre 2008 est inauguré un nouveau pont routier sur l'Oka . Elle est reliée à Toula et à Viazma par la route fédérale R132. La ville possède aussi un périphérique complet.

## Culture
La ville possède un Musée d'État de l'histoire de l'astronautique Constantin E. Tsiolkovski, consacré à l'œuvre théorique et à leurs applications pratiques dans la recherche spatiale moderne ; d'où la devise de la ville : « Le berceau de l'exploration spatiale ».
Allain Louisfert a écrit une petite "histoire" qui se situe en partie à Kalouga, pendant la Campagne de Russie de Napoléon, il s'agit de "Anna Ivanova, un destin peu commun" . Une nouvelle version existe : "Anna Ivanova, de la Russie des tsars à Paris", c'est un roman.

## Gastronomie
Le nom de la ville a été transformé en kanouga pour dénommer une spécialité de la maison Pariès à Saint-Jean-de-Luz .

## Sport
- FK Kalouga, club de football fondé en 2009 et évoluant en troisième division russe.

## Personnalités
- Imam Chamil (1797-1871), général avar
- Evgueni Feoktistov (1828-1898), journaliste, éditeur, historien et, plus tard dans sa vie, fonctionnaire de l'État
- Constantin Tsiolkovski (1857-1935), pionnier de l'astronautique, fut professeur à Kalouga
- Youri Averbakh (1922-2022), grand maître russe du jeu d'échecs
- Aleksandr Babaïev (né en 1923), pilote de chasse, as de la Seconde Guerre mondiale
- Mykola Azarov (né en 1947), Premier ministre de l'Ukraine sous la présidence de Viktor Ianoukovytch (depuis 2010)
- Boulat Okoudjava (1924-1997), auteur-compositeur-interprète, fut professeur d'école à Kalouga